# キャロライン (アミーネの曲)
「キャロライン」(Caroline)はアメリカ合衆国のラッパーであるアミーネのデビューシングルである。2016年3月9日リリース。プロデューサーは、アミーネとパスケ。デビューアルバムGood For Youのリードシングルでもある。

## ミュージックビデオ
ミュージックビデオは、アミーネのYouTubeチャンネルに2016年6月1日に投稿された。内容は、アミーネと友人二人が車の後部座席に乗り、オレゴン州オレゴンシティのハンバーガーショップに乗り付けるというものである。リリース以来、2億回以上の再生を誇っている。